# The Makemakes
The Makemakes er en østrigsk musikgruppe. Den 13. marts 2015 vandt de den østrigske forhåndsudvælgelse til Eurovision Song Contest 2015 i Wien, Wer singt für Österreich, med nummeret "I Am Yours". I Finalen endte de på en delt sidsteplads sammen med Tyskland med 0 point men tyskland fik sidstepladsen på baggrund af at Østrig optrådte først før Tyskland skulle på scenen.